# Курсова робота
Курсова робота (Курсовий проєкт) — вид самостійної навчально-наукової роботи з елементами дослідження, що виконується студентами закладів вищої або спеціальних закладів середньої освіти протягом семестру з метою закріплення, поглиблення й узагальнення знань, здобутих за час навчання, та їхнього застосування до комплексного вирішення конкретного фахового завдання.
Тематика курсової роботи зазвичай є частиною наукового пошуку відповідної кафедри факультету. Проблеми наукового пошуку, зображені в курсових роботах студентів, можуть знайти своє продовження в дипломних роботах. Цим забезпечується послідовність науково-дослідницької діяльності студентів від попередніх курсів до наступних, послідовність засобів і форм її проведення відповідно до логіки навчального процесу.

## Мета написання
Метою написання курсової роботи є:
- поглиблення знань студентів з актуальних проблем окремої галузі науки;
- систематизація отриманих теоретичних знань з певної навчальної дисципліни;
- розвиток умінь самостійного критичного опрацювання наукових джерел;
- формування дослідницьких умінь студентів;
- стимулювання студентів до самостійного наукового пошуку;
- розвиток уміння аналізувати передовий досвід та узагальнювати власні спостереження;
- формування вміння практичної реалізації результатів дослідження проблеми в самостійно виконаних розробках.

## Структура
Курсова робота має таку структуру:
1. вступ;
2. розділи теоретичної частини;
3. розділи практичної частини;
4. висновки;
5. додатки;
6. список використаної літератури.

На сторінці плану вказуються номери сторінок кожного розділу та параграфа. Обсяг курсової роботи 20 — 25 сторінок (для природничо-математичних наук) або 15 — 20 сторінок, якщо дослідження здійснюється з гуманітарних дисциплін.
У вступі потрібно довести актуальність певної проблеми для даної галузі науки і практики, визначити об'єкт, предмет, мету і завдання дослідження.
Основна частина курсової роботи складається з теоретичної та практичної, де розкривається зміст дослідження. Зокрема, у першій частині (теоретичній) подається аналіз наукової літератури, а також авторські розробки і висновки. Друга (практична) частина містить опис виконаного дослідницького завдання та розробки навчально-методичних матеріалів.
Кожен розділ необхідно завершувати лаконічними висновками, що логічно узагальнюють викладене. При цьому потрібно пам'ятати, що дослівне запозичення чужого тексту, яке не супроводжується посиланням на джерело, називається плагіатом і суворо карається в науковому середовищі. На основі висновків до розділів виконується загальний висновок до курсової роботи.
Список використаної літератури складається студентом як результат перегляду наукових джерел з теми дослідження. Це 20-25 джерел. До бібліографічного списку вноситься тільки та література, що використовувалася в роботі, на яку є посилання в тексті. Переваги повинні надаватися новітнім виданням. При складанні тез, конспектуванні потрібного матеріалу вже на початковому етапі потрібно записувати літературу, це полегшить її систематизацію. Список наукових джерел подається в алфавітному порядку, оформлюється з урахуванням сучасних вимог до бібліографічного опису.
Додатки до курсової роботи розміщуються в кінці роботи, проте, до списку використаної літератури. Вони можуть включати: таблиці, схеми, малюнки, зразки планів-конспектів уроків, розробленого дидактичного матеріалу, робіт учнів, анкети, тести тощо.

## Підготовчі дії
До початку написання курсової роботи студент має виконати:
- обрати тему роботи;
- з'ясувати об'єкт та предмет дослідження;
- визначити мету та завдання дослідження;
- скласти попередній план роботи та узгодити його з керівником;
- скласти перелік джерел з теми роботи;
- відповідно до переліку отримати доступ до джерел;
- вивчити джерела та законспектувати їх;
- вивчити досвід роботи, провести експеримент або анкетування;
- написати текст роботи відповідно до її структури.

Для написання роботи з психології, педагогіки та деяких інших дисциплін проводять ще й анкетування, опитування й обробку отриманих даних.

## Оформлення
Коли накопичено основний матеріал для курсової роботи, відбувається:
- написання вступу;
- формування висновків та рекомендацій;
- оформлення списку використаної літератури та додатків;
- подання чорнового варіанту роботи науковому керівникові;
- усунення зауважень, урахування рекомендацій наукового керівника;
- доопрацювання роботи з урахуванням рекомендацій, остаточне редагування тексту
- підготовка до захисту.